# Boeing 747 Dreamlifter
Boeing 747 Dreamlifter (ранее Large Cargo Freighter, LCF) — широкофюзеляжный грузовой самолёт, модификация Boeing 747. Dreamlifter используется исключительно для транспортировки частей самолёта Boeing 787, производимых сторонними поставщиками.

## История

### План
13 октября 2003 года Boeing заявил, что в связи с большой продолжительностью доставки частей самолётов морем, предполагается использовать воздушный транспорт. Large Cargo Freighter имеет увеличенный фюзеляж, аналогичный по концепции Super Guppy и Airbus Beluga. Последние также используются для транспортировки частей самолётов. Полезный объём грузового отделения LCF в 3 раза превышает таковой Boeing 747-400F.

### Разработка
В разработке, помимо основного отделения Boeing, принимали участие московское бюро компании, американская компания Рокетдайн и испанская Gamesa Corporación Tecnológica. Также участие принимали американская General Electric, китайская EVA Air и тайваньская Evergreen Group. Самолёты были построены на базе четырёх подержанных 747-400 (1 из Air China, 2 из China Airlines и 1 из Malaysia Airlines).

### Начало эксплуатации

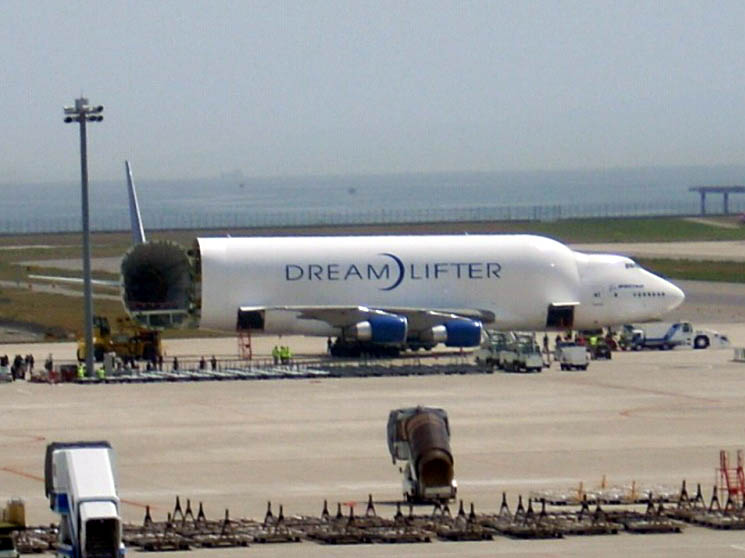
Открытый хвост Dreamlifter

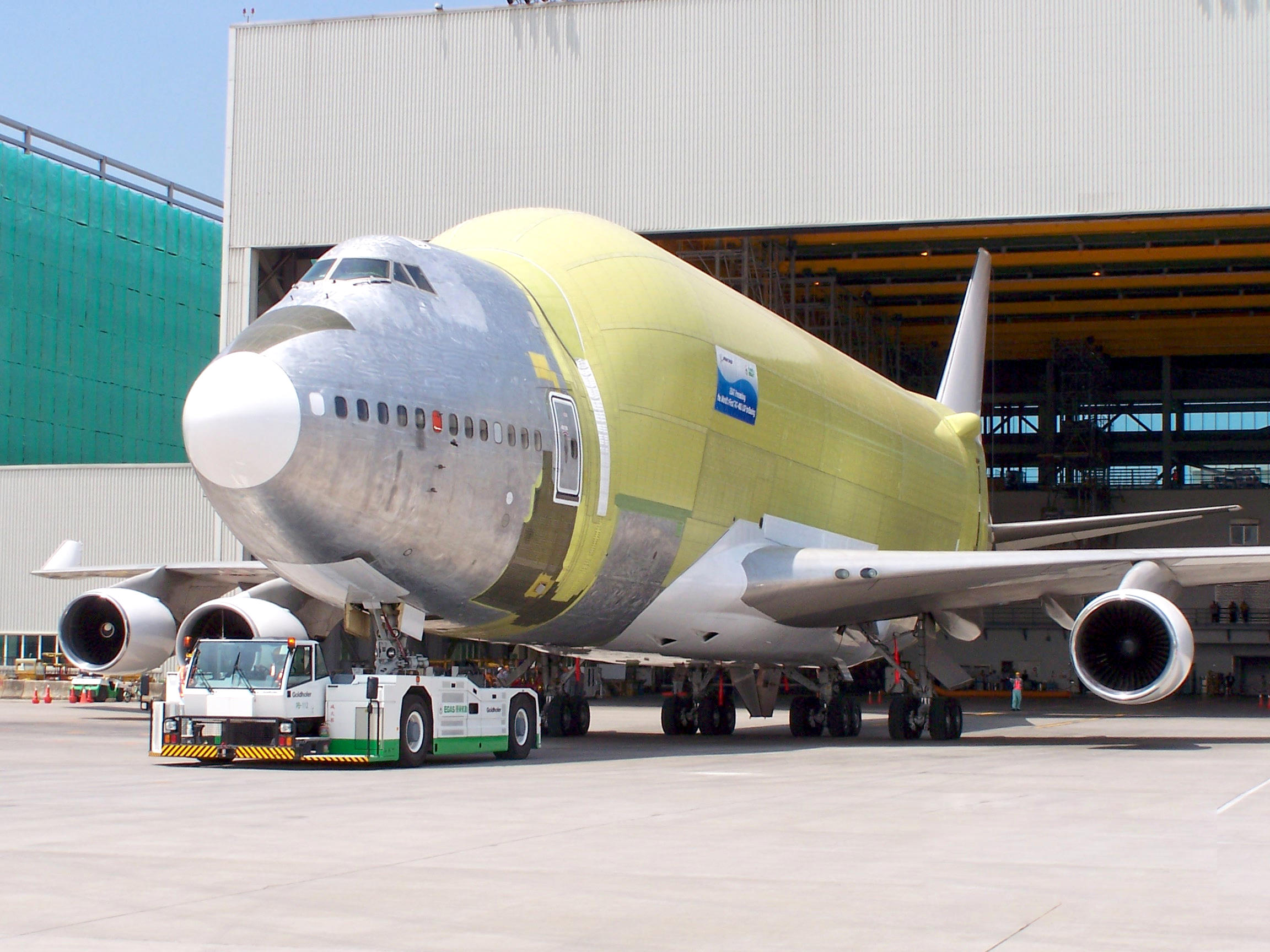
Долгое время самолёт не был покрашен из-за нехватки времени

Первая загрузка частями 787 на Large Cargo Freighter была проведена в июне 2006. В декабре 2006 года Boeing объявил, что 747 LCF будет называться Dreamlifter, ссылаясь на имя 787 — Dreamliner. Сертификация была первоначально запланирована на начало 2007 года, но потом была перенесена на июнь 2007 года. Была удалена законцовка крыла чтобы решить проблему повышенной вибрации, а также изменить некоторые другие характеристики для сертифицирования самолёта. Как часть программы лётных испытаний, LCF уже начал доставлять части Dreamliner со всего мира в Эверетт (Вашингтон) для окончательной сборки. Федеральное управление гражданской авиации США выдало сертификат для 747 LCF 2 июня 2007 года. Dreamlifter совершил 437 испытательных часов в полёте и 639 часов на земле.
Из-за своего необычного вида Large Cargo Freighter сравнивают с Винермобилями и Hughes H-4 Hercules. Неуклюжий вид усугублялся тем, что из-за необходимости немедленного тестирования первая модель долго оставалась не покрашена, Скотт Карсон, президент Boeing, шутя извинился перед «отцом Boeing 747» Джо Саттером: «Извините за то, что мы сделали с вашим самолётом».

### Полёты
Первый 747 LCF был завершён в Тайваньском аэропорту 17 августа 2006 года. Там же он успешно завершил свой первый испытательный полёт 9 сентября 2006 года. 16 сентября 2006 года, N747BC прибыл на Boeing Field (Сиэтл) для завершения программы летных испытаний. Открывающийся хвост был сделан в городе Эверетт на заводе Boeing. Второй самолёт, N780BA, совершил первый полёт 16 февраля 2007 года. Работы над третьим самолётом начались в 2007 году. Первые два Dreamlifter были введены в эксплуатацию в 2007 году для перевозки частей 787 Dreamliner.
Сроки доставки крыльев для Boeing 787 из Японии сократились с 30 дней морским путём до 8 часов полёта на 747 LCF. Несмотря на то, что LCF используются исключительно в качестве транспортного самолёта для доставки частей 787, они числятся в авиапарке авиакомпаний, которые предоставляют обслуживание и экипаж, в то время как Boeing оплачивает расходы на топливо. Американская транспортная компания Evergreen International Airlines, базирующаяся в Макминнвилл, эксплуатировала все Dreamlifter до августа 2010 года, потом самолёты были переданы компании Atlas Air, которые в марте 2010 года подписала девятилетний контракт на эксплуатацию самолётов.
Четвёртый Boeing 747 Large Cargo Freighter Dreamlifter был введён в эксплуатацию в феврале 2010.

## Происшествия
- Во время лётных испытаний в ноябре 2006 года учебный самолёт Cessna 172 попал в турбулентный след приземляющегося 747 LCF. Небольшой самолёт перевернулся и потерял 300 метров высоты. Инструктору удалось восстановить контроль над машиной только на высоте 46 метров.
- В ноябре 2013 года пилоты Боинга перепутали аэропорты и приземлились в  небольшом аэропорту Jabara, примерно в 12 км от места назначения, на полосу длиной всего 1860 метров[2].

## Характеристики
Объём транспортного отсека Dreamlifter — 1840 кубометров.

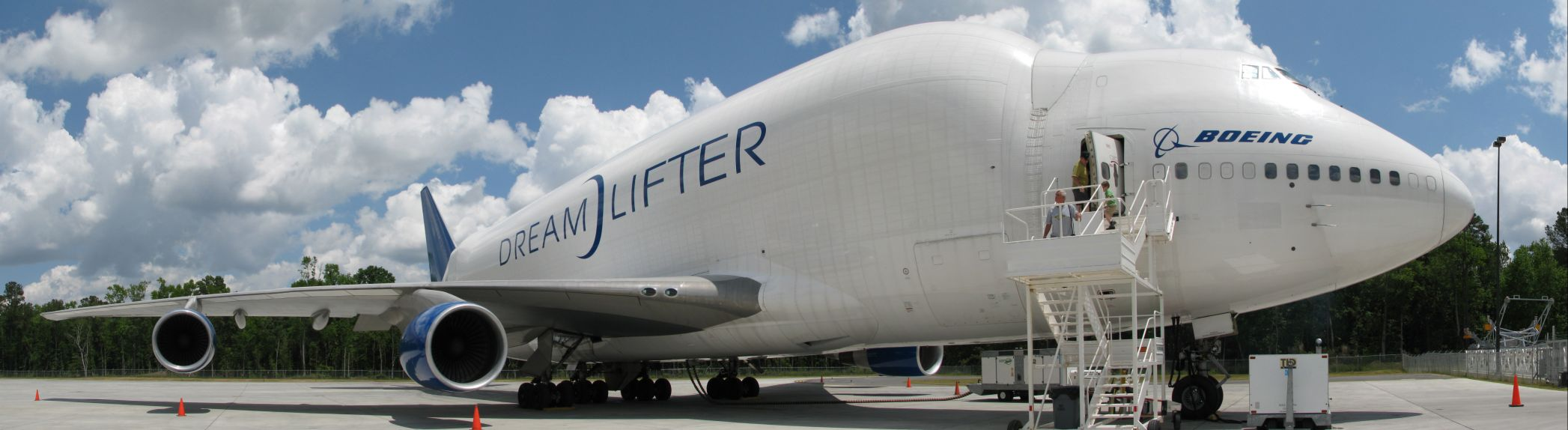
Панорама Dreamlifter

| Экипаж                          | 2 пилота          | 2 пилота          | 2 пилота |
| Длина                           | 71,68 м           | 71,68 м           |          |
| Размах крыла                    | 64,4 м            | 64,4 м            |          |
| Высота                          | 21,54 м           | 21,54 м           |          |
| Ширина кабины                   | 8,38 м            | 8,38 м            |          |
| Масса пустого самолёта          | 180,530 кг        | 180,530 кг        |          |
| Максимальная взлётная масса     | 364 240.8 кг      | 364 240.8 кг      |          |
| Максимальная масса груза        | 113 400 кг        | 113 400 кг        |          |
| Крейсерская скорость            | 0.82 M (878 км/ч) | 0.82 M (878 км/ч) |          |
| Максимальная скорость           | 0,92 M (988 км/ч) | 0,92 M (988 км/ч) |          |
| Дальность полёта                | 7800 км           | 7800 км           |          |
| Практический потолок            | 13 000 м          | 13 000 м          |          |
| Максимальное количество топлива | 199 150 л         | 199 150 л         |          |
| Силовая установка               | PW 4062           | PW 4062           |          |